# Bob- und Skeleton-Weltmeisterschaften 2023
Die Bob- und Skeleton-Weltmeisterschaften 2023 (offizieller Name: BMW IBSF Weltmeisterschaften 2023) fanden vom 22. Januar bis zum 5. Februar 2023 auf dem Olympia Bob Run St. Moritz–Celerina in St. Moritz statt. Die ersten Medaillenentscheidungen gab es am 26. Januar. Der Austragungsort wurde von den Delegierten des IBSF im Juli 2019 bestimmt. Im Rahmen der Veranstaltung wurde auch die diesjährige Weltmeisterschaften im Para Bob ausgetragen.

## Zeitplan
Die Läufe fanden über 15 Tage statt. Der folgende Plan zeigt die Trainingsläufe in blau und die Medaillenentscheidungen in gelb.
| Sportart   | Disziplin  | Disziplin  | 22. Jan. | 23. Jan. | 24. Jan. | 25. Jan. | 26. Jan. | 27. Jan. | 28. Jan. | 29. Jan. | 30. Jan. | 31. Jan. | 1. Feb. | 2. Feb. | 3. Feb. | 4. Feb. | 5. Feb. |
| ---------- | ---------- | ---------- | -------- | -------- | -------- | -------- | -------- | -------- | -------- | -------- | -------- | -------- | ------- | ------- | ------- | ------- | ------- |
| Skeleton   | Frauen     | Frauen     | •        | •        |          |          | •        | •        |          |          |          |          |         |         |         |         |         |
| Skeleton   | Männer     | Männer     | •        | •        |          |          | •        | •        |          |          |          |          |         |         |         |         |         |
| Skeleton   | Mixed-Team | Mixed-Team |          |          |          |          |          |          |          | •        |          |          |         |         |         |         |         |
| Bobsport   | Frauen     | Monobob    |          |          | •        | •        |          |          | •        | •        |          |          |         |         |         |         |         |
| Bobsport   | Frauen     | Zweierbob  |          |          |          |          |          |          |          |          |          | •        | •       | •       | •       | •       |         |
| Bobsport   | Männer     | Zweierbob  |          |          | •        | •        |          |          | •        | •        |          |          |         |         |         |         |         |
| Bobsport   | Männer     | Viererbob  |          |          |          |          |          |          |          |          |          | •        | •       | •       |         | •       | •       |
| Para Bob * | Mixed      | Monobob    |          |          |          |          |          |          |          |          | •        | •        |         | •       | •       |         |         |

## Medaillenspiegel
| Platz  | Land               |   |   |   |    |
| ------ | ------------------ | - | - | - | -- |
| 1      | Deutschland        | 6 | 2 | 1 | 9  |
| 2      | Großbritannien     | 1 | 2 | 1 | 4  |
| 3      | Vereinigte Staaten | 0 | 1 | 1 | 2  |
| 4      | Italien            | 0 | 1 | 0 | 1  |
| 4      | Niederlande        | 0 | 1 | 0 | 1  |
| 4      | Lettland           | 0 | 1 | 0 | 1  |
| 7      | Südkorea           | 0 | 0 | 1 | 1  |
| 7      | Kanada             | 0 | 0 | 1 | 1  |
| 7      | Schweiz            | 0 | 0 | 1 | 1  |
| Gesamt | Gesamt             | 7 | 8 | 6 | 21 |

## Medaillengewinner
| Sportart | Wettbewerb | Wettbewerb | Gold                                                                          | Gold        | Silber                                                              | Silber      | Bronze                                          | Bronze      |
| Sportart | Wettbewerb | Wettbewerb | Sportler                                                                      | Zeit        | Sportler                                                            | Zeit        | Sportler                                        | Zeit        |
| -------- | ---------- | ---------- | ----------------------------------------------------------------------------- | ----------- | ------------------------------------------------------------------- | ----------- | ----------------------------------------------- | ----------- |
| Bobsport | Frauen     | Monobob    | Laura Nolte                                                                   | 4:44,85 min | Kaillie Humphries                                                   | 4:45,25 min | Lisa Buckwitz                                   | 4:45,77 min |
| Bobsport | Frauen     | Zweierbob  | DeutschlandKim Kalicki Leonie Fiebig                                          | 4:32,86 min | DeutschlandLisa Buckwitz Kira Lipperheide                           | 4:32,91 min | Vereinigte StaatenKaillie Humphries Kaysha Love | 4:33,37 min |
| Bobsport | Männer     | Zweierbob  | DeutschlandJohannes Lochner Georg Fleischhauer                                | 4:21,84 min | DeutschlandFrancesco Friedrich Alexander Schüller                   | 4:22,33 min | SchweizMichael Vogt Sandro Michel               | 4:22,34 min |
| Bobsport | Männer     | Viererbob  | DeutschlandFrancesco Friedrich Thorsten Margis Candy Bauer Alexander Schüller | 4:19,61 min | LettlandEmīls Cipulis Dāvis Spriņģis Matīss Miknis Edgars Nemme     | 4:20,30 min | –                                               | –           |
| Bobsport | Männer     | Viererbob  | DeutschlandFrancesco Friedrich Thorsten Margis Candy Bauer Alexander Schüller | 4:19,61 min | GroßbritannienBrad Hall Arran Gulliver Creg Cackett Taylor Lawrence | 4:20,30 min | –                                               | –           |
| Skeleton | Frauen     | Frauen     | Susanne Kreher                                                                | 4:33,57 min | Kimberley Bos                                                       | 4:33,58 min | Mirela Rahneva                                  | 4:34,41 min |
| Skeleton | Männer     | Männer     | Matt Weston                                                                   | 4:28,71 min | Amedeo Bagnis                                                       | 4:30,50 min | Jung Seung-gi                                   | 4:31,17 min |
| Skeleton | Mixed-Team | Mixed-Team | DeutschlandSusanne Kreher Christopher Grotheer                                | 2:24,91 min | GroßbritannienLaura Deas Matt Weston                                | 2:25,04 min | GroßbritannienBrogan Crowley Craig Thompson     | 2:25,32 min |